# Troupes de fusiliers motorisés
Les troupes de fusiliers motorisés (en russe : Мотострелковые войска, « forces motorisées ») correspondent aux unités d'infanterie mécanisée des forces terrestres soviétiques, puis à partir de 1992 des forces terrestres et des forces côtières russes. Il s'agit de la partie (sans être une composante institutionnelle à part entière) la plus importante en effectif, mais plusieurs autres forces armées russes disposent de fantassins : les troupes aéroportées (les VDV), l'infanterie de marine, les forces spéciales du GRU (les spetsnaz), la garde nationale (ex troupes internes), les unités du FSB (ex KGB) notamment les troupes frontalières, etc.

## Dans l'armée soviétique

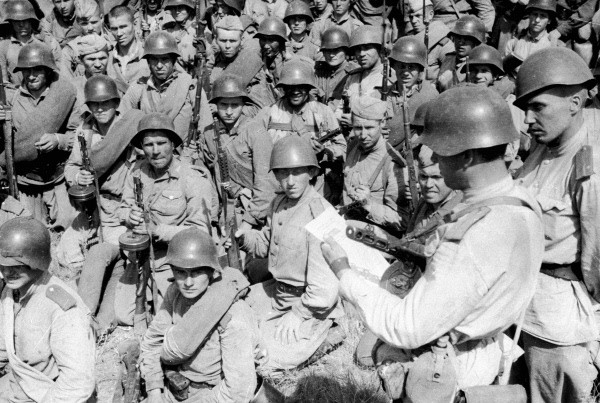
Lecture avant une attaque le 3 septembre 1943 : faute de véhicules blindés ou de camions, les fusiliers soviétiques combattent à pied, parfois portés sur les plages arrières des T-34.

Les troupes de fusiliers remontent à l'armée impériale russe, les fusiliers désignant une partie de l'infanterie russe lors de la Première Guerre mondiale, puis la quasi-totalité de celle soviétique. En 1941, l'Armée rouge entre en guerre avec une force terrestre composée surtout de corps de fusiliers (стрелковые корпуса), regroupant les 198 divisions de fusiliers, épaulés par 29 corps mécanisés (механизированный корпуса). La levée de nouvelles unités lui a permis de terminer le conflit avec le total gigantesque de 526 divisions de fusiliers (toutes en sous-effectifs).
La seconde moitié des années 1940 est consacrée à la motorisation de l'infanterie soviétique. Elle est dotée des BTR-40 et BTR-50 dans les années 1950, puis des BMP-1 dans les années 1960, la transformant d'une infanterie portée (sur camions et véhicules blindés, BTR en russe) en une infanterie vraiment mécanisées (avec des véhicules de combat d'infanterie, BMP en russe). En conséquence, en 1957, l'arme au sein de l'Armée de terre soviétique change de nom, devenant les « troupes de fusiliers motorisés » (Мотострелковые войска).

## Dans l'armée russe
Depuis 1992, il n'y a pas de branche distincte (d'arme faisant corps) au sein de l'Armée de terre russe dédiée aux unités de fusiliers motorisés. Les différentes divisions, brigades et régiments dits de fusiliers motorisés comprennent évidemment d'autres types d'unités, pour mener un combat interarmes : unités de chars, d'artillerie, du génie, antiaériennes, de reconnaissance, de transmissions, de défense NBC, de guerre électronique et de soutien logistique.

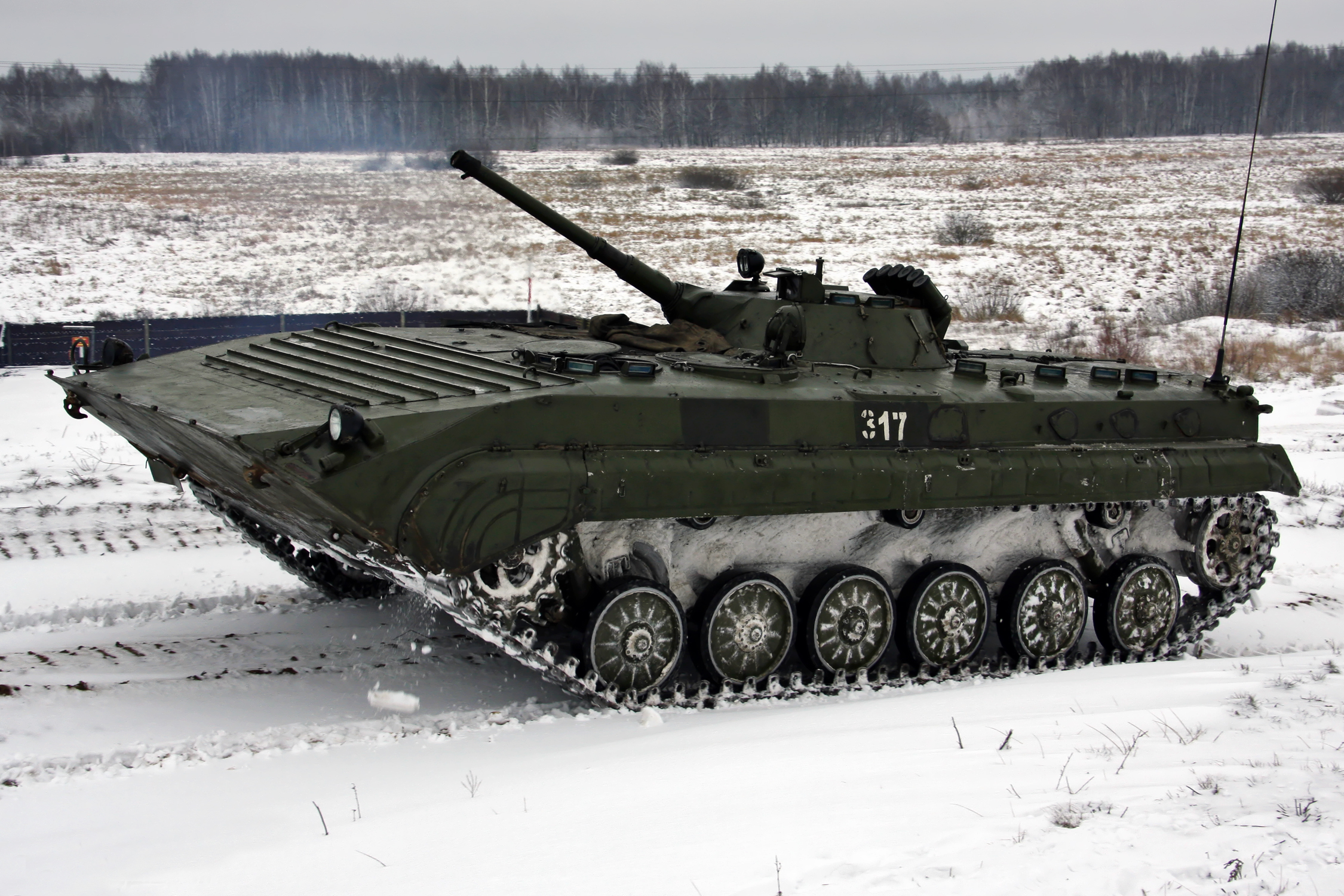
Un BMP-1, utilisé pour l'entraînement en 2011.

Une division de fusiliers motorisés (théoriquement de 8 500 à 12 000 personnes) regroupe deux à trois régiments de fusiliers motorisés, un à deux régiment(s) de chars, un régiment d'artillerie automotrice, un régiment de missiles antiaériens, un bataillon de reconnaissance, un bataillon antichar, un bataillon du génie, un bataillon de transmissions, un bataillon de soutien logistique et un bataillon médical.
Une brigade de fusiliers motorisés (environ 3 400 personnes le plus souvent avec 120 BMP, 41 chars T-72/T-80 et 36 BTR) comporte trois bataillons de fusiliers motorisés, un bataillon de chars, un bataillon de reconnaissance, deux bataillons d'artillerie automotrice, un bataillon de lance-roquettes, un bataillon antichar, deux bataillons de missiles antiaériens, un bataillon de génie, un bataillon de soutien logistique, une compagnie de guerre électronique, une de défense NBC, une de tireurs d'élite et une médicale.
Un régiment de fusiliers motorisés (environ 2 400 personnes) engerbe trois bataillons de fusiliers motorisés, un bataillon de chars, un bataillon d'artillerie automotrice, une batterie antiaérienne, une batterie antichar, une compagnie de reconnaissance, une du génie, une de transmissions, une de défense NBC, une de soutien logistique et une médicale.
Il y a plusieurs types de bataillons de fusiliers motorisés, ceux équipés de véhicules de combat d'infanterie (461 personnes et 37 BMP-2 ou BMP-3), ou ceux avec des véhicules blindés de transport (539 personnes et 44 BTR-80, BTR-82 ou MT-LB). Ces bataillons sont tous composés de trois compagnies (chacune articulée en trois pelotons de trois véhicules), d'une batterie de mortiers (huit Sani, Podnos ou Vasilek), une section de lance-grenades (six Plamya), une antichar (neuf missiles Metis), une de transmissions, une médicale et une de soutien (transport, maintenance, cuisine et hygiène).
Dans les cas de la guerre du Donbass puis de l'invasion de l'Ukraine, les divisions et les brigades n'ont pas été engagées intégralement, mais sous forme d'un ou deux BTG (groupe tactique de bataillon, composé théoriquement de 800 à 900 personnes), car les conscrits ne pouvaient pas être envoyés au front dans un premier temps (la Constitution interdit de forcer ces derniers à se battre hors de la fédération).

### Divisions de fusiliers motorisés (en 2022)
- 2e division de fusiliers motorisés de la Garde Tamanskaïa (« de Taman », titre honorifique octroyé après sa reprise en octobre 1943), unité n° 23626, à Kalininets :
  - 1er régiment de fusiliers motorisés de la Garde Sebastopolski (« de Sébastopol », en référence à l'offensive de Crimée en avril-mai 1944), no 31135, à Kalininets ;
  - 15e régiment de fusiliers motorisés de la Garde Chavlinski (« de Chavli », pour sa capture lors de l'offensive Siauliai en juillet 1944), no 31134, à Kalininets ;
- 3e division de fusiliers motorisés Vislenskaïa (« de la Vistule », pour la participation du 31e corps de chars à Sandomir au début de l'offensive Vistule-Oder en janvier 1945), no 54046, à Valouïki :
  - 245e régiment de fusiliers motorisés de la Garde, à Soloti dans l'oblast de Belgorod ;
  - 252e régiment de fusiliers motorisés de la Garde, no 91711, à Bogoutchar ;
  - 752e régiment de fusiliers motorisés de la Garde Petrokovskii (« de Petrokov ») et Voljskiï kazatchiï (« des cosaques de la Volga »), no 34670, à Valouïki et Soloti ;
- 18e division de fusiliers motorisés de la Garde Insterbourgskaïa (« d'Insterbourg », conquise en janvier 1945), à Goussev ; cette division dépend du 11e corps d'armée, des troupes côtières de la marine russe :
  - 79e régiment de fusiliers motorisés de la Garde, no 63940, à Sovetsk ;
  - 275e régiment de fusiliers motorisés de la Garde, à Goussev ;
  - 280e régiment de fusiliers motorisés de la Garde, à Goussev ;
- 19e division de fusiliers motorisés Voronej-Choumlinskaïa (« de Voronej et de Choumen », pour la reprise de la première en janvier 1943 et la conquête de la seconde en septembre 1944), no 20634, à Vladikavkaz ;
  - 429e régiment de fusiliers motorisés nommé d'après les cosaques du Kouban, à Mozdok ;
  - 503e régiment de fusiliers motorisés de la Garde, à Vladikavkaz ;
  - 693e régiment de fusiliers motorisés de la Garde ;
- 20e division de fusiliers motorisés de la Garde Pricarpatsko-Berlinskaia (« des Précarpates et de Berlin », pour l'offensive Dniepr-Carpates et la bataille de Berlin), no 58550, à Volgograd :
  - 33e régiment de fusiliers motorisés Berlinski-Donskoï kazatchi (« de Berlin et des cosaques du Don »), à Kamychine ;
  - 255e régiment de fusiliers motorisés de la Garde Stalingrasko-Korsouski (« de Stalingrad et de Korsoun », en référence aux batailles de Stalingrad en 1942-1943 et de Tcherkassy en janvier-février 1944), à Volgograd ;
- 42e division de fusiliers motorisés de la Garde Evpatoriskaïa (« d'Eupatoria », reprise lors de l'offensive de Crimée en avril 1944), no 27777, à Khankala :
  - 70e régiment de fusiliers motorisés de la Garde, no 71718, à Chali ;
  - 71e régiment de fusiliers motorisés de la Garde, no 16544, à Kalinovskaïa en Tchétchénie ;
  - 291e régiment de fusiliers motorisés de la Garde, no 65384, à Borzoï en Tchétchénie ;
- 127e division de fusiliers motorisés, no 44980, à Sergueïevka dans le kraï du Primorié :
  - 114e régiment de fusiliers motorisés de la Garde Doukhovsko-Khinganski (« de Doukhovchtchina et du Khingan », pour la reprise de la première en septembre 1943 et le franchissement du second lors de l'offensive de Mandchourie en août 1945), no 24776, à Oussouriïsk ;
  - 143e régiment de fusiliers motorisés, no 21634, à Sergueïevka ;
  - 394e régiment de fusiliers motorisés, no 25573, à Sergueïevka ;
- 144e division de fusiliers motorisés de la Garde Ielninskaïa (« d'Ielnia », pour sa reprise en août 1943), no 23060, à Ielnia :
  - 254e régiment de fusiliers motorisés de la Garde, no 91704, à Zaïmishche et Klintsy ;
  - 283e régiment de fusiliers motorisés, à Ielnia ;
  - 488e régiment de fusiliers motorisés de la Garde Simferopolski (« de Simferopol », pour sa reprise en avril 1944), no 12721, à Klintsy[3] ;
- 150e division de fusiliers motorisés Idritsko-Berlinskaïa (« d'Idritsa (ru) et de Berlin », pour sa participation à la reprise de la première en juillet 1944 et à la bataille de Berlin en 1945, plantant le drapeau sur le Reichstag), no 22179, à Novotcherkassk :
  - 102e régiment de fusiliers motorisés Slonimsko-Pomeranski (« de Slonim et de Poméranie », pour leur conquête en juillet 1944 et en février-mars 1945), no 91706, à Persianovka dans l'oblast de Rostov ;
  - 103e régiment de fusiliers motorisés, no 91708, à Kadamovskiï dans l'oblast de Rostov.
- 201e base militaire russe (ex 201e division de fusiliers motorisés), no 01162, à Douchanbé :
  - 92e régiment de fusiliers motorisés Sestroretski (« de Sestroretsk », pour sa conquête en juin 1944), no 31691, à Douchanbé ;
  - 149e régiment de fusiliers motorisés de la Garde, à Kouliab ;
  - 191e régiment de fusiliers motorisés, à Kourgan-Tioube.

### Brigades indépendantes de fusiliers motorisés
- 1re armée :
  - 27e brigade de fusiliers motorisés de la Garde Sevastopolskaïa (« de Sébastopol », en référence à l'offensive de Crimée en avril 1944), no 61899, à Mosrentguen dans le district de Novomoskovski de Moscou ;
- 2e armée :
  - 30e brigade de fusiliers motorisés de la Garde, no 45863, à Rochtchinski dans l'oblast de Samara ;
  - 15e brigade de fusiliers motorisés de la Garde Alexsandriskaïa (« d'Aleksandria », en référence au 5e régiment de hussards Alexandriiski de l'armée impériale russe), no 90600, à Rochtchinski ;
  - 21e brigade de fusiliers motorisés de la Garde Omsko-Novobugskaïa (« d'Omsk et de Novy Boug », le premier titre car issue de la 27e division d'Omsk, le second pour la reprise de cette ville en mars 1944 lors de l'offensive Dniepr-Carpates), no 12128, à Totskoïe dans l'oblast d'Orenbourg ;
- 5e armée :
  - 57e brigade de fusiliers motorisés de la Garde Krasnogradskaïa (« de Krasnograd », pour sa reprise lors de l'opération Polkovodets Roumiantsev en août 1943), no 46102, à Bikine ;
  - 60e brigade de fusiliers motorisés, no 16871, à Kamen-Rivolov dans le kraï du Primorié ;
- 6e armée :
  - 25e brigade de fusiliers motorisés de la Garde Sevastopolskaïa (« de Sébastopol », pour sa reprise en avril 1944), no 29760, à Louga ;
  - 138e brigade de fusiliers motorisés de la Garde Krasnoselskaïa (« de Krasnoïe Selo », pour sa reprise lors de l'offensive Léningrad-Novgorod en janvier 1944), no 02511, à Kamenka dans le raïon de Vyborg ;
- 8e armée :
  - 20e brigade de fusiliers motorisés de la Garde Prékarpatsko-Berlinskaïa (« des Précarpates et de Berlin », en référence à l'offensive Dniepr-Carpates en mars-avril 1944 et à la bataille de Berlin d'avril 1945), no 58550, à Volgograd ;
- 29e armée :
  - 36e brigade de fusiliers motorisés de la Garde Lozovskaïa (« de Lozovaïa », prise lors de l'offensive du Donbass en 1943), à Borzia dans le kraï de Transbaïkalie ;
- 35e armée :
  - 38e brigade de fusiliers motorisés de la Garde Vitebskaïa (« de Vitebsk », pour sa reprise lors de l'offensive Vitebsk-Orcha en juin 1944), no 21720, à Belogorsk ;
  - 64e brigade de fusiliers motorisés de la Garde, no 51460, à Knyaze-Volonskoe dans le kraï de Khabarovsk ;
  - 69e brigade de couverture des cosaques de l'Amour Svirsko-Pomeranskaïa (« de la Svir et de Poméranie », pour sa participation aux offensives de Vyborg-Petrozavodsk en juin-juillet 1944 et de Poméranie orientale en février-mars 1945), no 61424, à Babstovo dans l'oblast autonome juif ;
- 36e armée :
  - 37e brigade de fusiliers motorisés de la Garde des cosaques du Don Budapechtskaïa (« de Budapest », pour sa conquête en janvier-février 1945), no 69647, à Kiakhta ;
- 41e armée :
  - 35e brigade de fusiliers motorisés de la Garde Volgogradsko-Kievska (« de Volgograd et de Kiev », pour la participation du 5e corps de tanks à la bataille de Stalingrad en 1942-1943, puis à la reprise de Kiev en novembre 1943), no 41659, à Aleïsk dans le kraï de l'Altaï ;
  - 55e brigade de fusiliers motorisés de montagne, no 55115, à Kyzyl en république de Touva ;
  - 74e brigade de fusiliers motorisés de la Garde Zvenigorodsko-Berlinskaïa (« de Zvenigorodka et de Berlin », en référence à la bataille de Tcherkassy en janvier-février 1944 et à celle de Berlin en avril 1945), no 21005, Iourga dans l'oblast de Kemerovo ;
- 49e armée :
  - 205e brigade de fusiliers motorisés kazatcha (« cosaque »), no 74814, à Boudionnovsk ;
  - 34e brigade de fusiliers motorisés de montagne, no 01485, à Storozhevaya-2 près de Zelentchoukskaïa en Karatchaïévo-Tcherkessie ;
- 58e armée :
  - 136e brigade de fusiliers motorisés de la Garde Oumansko-Berlinskaïa (« d'Ouman et de Berlin », en référence à l'offensive Ouman-Botoșani en mars 1944 et à la bataille de Berlin en avril 1945), no 63354, à Bouïnaksk.

### Au sein d'autres grandes unités
- 4e division de chars de la Garde :
  - 432e régiment de fusiliers motorisés de la Garde Yampolski (« d'Iampol », en référence à sa reprise en mars 1944 lors de l'offensive Dniepr-Carpates), no 91701, à Naro-Fominsk ;
- 47e division de chars :
  - 245e régiment de fusiliers motorisés ;
  - 437e régiment de fusiliers motorisés[4] ;
- 90e division de chars de la Garde :
  - 228e régiment de fusiliers motorisés de la Garde Leningradsko-Pavlovski (« de Léningrad-Pavlovsk », pour sa participation à l'offensive Léningrad-Novgorod en janvier-février 1944), no 22316, à Iekaterinbourg ;
- 1er corps d'armée (ex milice populaire de la RPD) :
  - 1re brigade de fusiliers motorisés de la Garde Slavianska (« de Slaviansk », le nom russe de Sloviansk), no 08801, à Kalmiouske (Komsomolske en russe) ;
  - 5e brigade de fusiliers motorisés Oplot nommée d'après A. Zakhartchenko, no 08805, à Donetsk et Dokoutchaïevsk ;
  - 110e brigade de fusiliers motorisés de la Garde, ex 100e brigade, ex garde républicaine de la RPD, no 08826, à Donetsk ;
  - 114e brigade de fusiliers motorisés de la Garde Ienakiyevo-Dunayskoïe (« d'Ienakievo et du Danube »), ex 11e régiment, ex bataillon puis régiment « Vostok », no 08818, à Makiïvka (Makeïevka) ;
  - 132e brigade de fusiliers motorisés de la Garde Gorlovskaïa (« de Gorlovka », pour sa reprise de cette ville du Donbass en novembre 1943), ex 3e brigade de fusiliers motorisés Berkout, no 08803, à Horlivka (Gorlovka en russe) ;
  - régiment séparé du commandant Kramatorskiï (« de Kramatorsk »), no 08816, à Donetsk ;
- 2e corps d'armée de la Garde (ex milice populaire de la RPL) :
  - 2e brigade de fusiliers motorisés, no 73438, à Louhansk ;
  - 4e brigade de fusiliers motorisés, no 74347, à Khroustalny ;
  - 7e brigade de fusiliers motorisés de la Garde, no 08807, à Brianka ;
  - 6e régiment de fusiliers motorisés « cosaques », no 69647, à Kadiïvka ;
  - régiment séparé du commandant (service de garde d'honneur), no 44444, à Louhansk ;
- 3e corps d'armée (créé en juin 2022) :
  - 6e division de fusiliers motorisés ;
  - 72e brigade de fusiliers motorisés ;
- 11e corps d'armée :
  - 7e régiment de fusiliers motorisés de la Garde, no 06414, à Kaliningrad ;
- 14e corps d'armée :
  - 80e brigade de fusiliers motorisés de l'Arctique, no 34667, à Alakourtti ;
  - 200e brigade de fusiliers motorisés de la Garde, no 08275, à Petchenga ;
- 68e corps d'armée :
  - 39e brigade de fusiliers motorisés de la Garde, no 35390, à Ioujno-Sakhalinsk.